# Șevcenkivka, Ciutove
Șevcenkivka (în ucraineană Шевченківка) este un sat în așezarea urbană Artemivka din raionul Ciutove, regiunea Poltava, Ucraina.

## Demografie
Componența lingvistică a localității Șevcenkivka
     Ucraineană (98,06%)
     Rusă (1,29%)
     Alte limbi (0,65%)
Conform recensământului din 2001, majoritatea populației localității Șevcenkivka era vorbitoare de ucraineană (98,06%), existând în minoritate și vorbitori de rusă (1,29%).